# بيتر نايمان
بيتر نايمان (بالدنماركية: Peter Nymann Mikkelsen)‏ (22 أغسطس 1982 بكوبنهاغن في الدنمارك - ) هو لاعب كرة قدم دانمركي في مركز الوسط. شارك مع منتخب الدنمارك لكرة القدم. أما مع النوادي، فقد لعب مع نادي أودنسه ونادي إيسبيرغ ونادي سوندرييسكه ونادي هورسينس ونادي يورغوردينس وفيستزيلند ‏ وBoldklubben af 1893 ‏.

## وصلات خارجية
- بيتر نايمان على موقع اتحاد السويد (السويدية)
- بيتر نايمان على موقع قاعدة بيانات كرة القدم.إي يو (الإنجليزية)
- بيتر نايمان على موقع بيانات كرة القدم. دي إي (الألمانية)
- بيتر نايمان على موقع ناشيونال فوتبول تيمز (الإنجليزية)
- بيتر نايمان على موقع Soccerway.com (الإنجليزية)
- بيتر نايمان على موقع عالم كرة القدم.نت (الإنجليزية)